# Mario Trejo
Mario Alberto Trejo Guzmán (Mexikóváros, 1956. február 11. – ) mexikói válogatott labdarúgó. 

## Pályafutása

### Klubcsapatban
1975 és 1986 között a Club América csapatában játszott, melynek tagjaként négy alkalommal nyerte meg a mexikói bajnokságot. 1986 és 1990 között a Tampico Madero játékosa volt. 

### A válogatottban
1980 és 1986 között 53 alkalommal szerepelt az mexikói válogatottban és 1 gólt szerzett. Részt vett az 1986-os világbajnokságon.

## Sikerei, díjai
Club América
- Mexikói bajnok (4): 1975–76, 1983–84, 1985, Prode 1985
- Mexikói szuperkupa (1): 1976
- CONCACAF-bajnokok kupája győztes (1): 1977
- Copa Interamericana (1): 1978